# Ty‘ree Langidrik
Ty‘ree Langidrik (* 17. September 1997) ist ein Leichtathlet von den Marshallinseln, der sich auf den Sprint spezialisiert hat.

## Sportliche Laufbahn
Erste internationale Erfahrungen sammelte Ty‘ree Langidrik im Jahr 2023, als er bei den Weltmeisterschaften in Budapest dank einer Wildcard im 100-Meter-Lauf startete und dort mit 12,00 s in der Vorausscheidungsrunde ausschied. Im Jahr darauf kam er bei den Hallenweltmeisterschaften in Glasgow mit 7,63 s nicht über den Vorlauf über 60 Meter hinaus.

## Persönliche Bestleistungen
- 100 Meter: 11,78 s (−0,8 m/s), 19. August 2023 in Budapest
  - 60 Meter (Halle): 7,63 s, 1. März 2024 in Glasgow